# Claus Andersen
Claus Andersen (25 de marzo de 1951) es un deportista danés que compitió en bádminton. Ganó una medalla de bronce en el Campeonato Europeo de Bádminton de 1982, en la prueba individual.

## Palmarés internacional
| Campeonato Europeo | Campeonato Europeo | Campeonato Europeo | Campeonato Europeo |
| Año                | Lugar              | Medalla            | Prueba             |
| ------------------ | ------------------ | ------------------ | ------------------ |
| 1982               | Böblingen (RFA)    | Medalla de bronce  | Individual         |